# Thelypteris crassiuscula
Thelypteris crassiuscula är en kärrbräkenväxtart som först beskrevs av Carl Frederik Albert Christensen och Maxon, och fick sitt nu gällande namn av David Bruce Lellinger. Thelypteris crassiuscula ingår i släktet Thelypteris och familjen Thelypteridaceae. Inga underarter finns listade.